# (1237) Geneviève
(1237) Geneviève – planetoida z pasa głównego asteroid okrążająca Słońce w ciągu 4 lat i 82 dni w średniej odległości 2,61 au. Została odkryta 2 grudnia 1931 roku w Algiers Observatory w Algierze przez Guya Reissa. Nazwa planetoidy pochodzi od imienia najstarszej córki odkrywcy. Przed nadaniem nazwy planetoida nosiła oznaczenie tymczasowe (1237) 1931 XB.